# Opferhilfestelle (Liechtenstein)
Die Opferhilfestelle (OHS) ist im Fürstentum Liechtenstein seit dem 1. April 2008 eine zentrale Anlaufstelle für Opfer von Straftaten. Opferhilfe wird grundsätzlich nur subsidiär zu einer anderen verpflichtete Person oder Institution geleistet (Art 4 OHG).

## Ziel und Aufgabe der Opferhilfestelle

### Ziel
Hauptziel der Opferhilfestelle ist es, dem Opfer und den Angehörigen einer Straftat vertraulich und umfassend Unterstützung zu leisten. Die Beratung kann für die Opfer auch anonym erfolgen.

### Aufgaben
- Beratung,
- Information über Leistungen, Rechte und Pflichten von Opfern in behördlichen und gerichtlichen Verfahren,
- Hilfestellung beim Ausfüllen von einfachen Anträgen, Eingaben und Formularen,
- Hilfe für die dringendsten Bedürfnisse, die als Folge der Straftat entstehen,
- angemessene sonstige medizinische, psychologische, soziale, materielle und juristische Hilfe,
- Begleitung von Opfern,
- Vertretung durch Bevollmächtigte vor Gericht,[2]
- Kontaktaufnahme mit einem potentiellen Opfer oder den Angehörigen.

Die Opferhilfestelle ist rund um die Uhr für die unaufschiebbare Hilfeleistung erreichbar (Polizeinotruf).  Die Leistungen der Opferhilfestelle können unbefristet in Anspruch genommen werden.

## Opferhilfe
Opferhilfe kann beanspruchen, wer im Fürstentum Liechtenstein, unabhängig von der Staatsbürgerschaft des Opfers, durch eine Straftat in seiner körperlichen, psychischen oder sexuellen Integrität unmittelbar beeinträchtigt oder verletzt wurde. Anspruch haben auch nahe Angehörige und "Personen, die durch erfolgte oder versuchte Hilfeleistung gegenüber Opfern unmittelbar in ihrer körperlichen oder psychischen Integrität beeinträchtigt worden sind". Wurde die Straftat im Ausland begangen, "so haben das Opfer und seine Angehörigen Anspruch auf Hilfe (…), soweit die anspruchsberechtigte Person im Zeitpunkt der Straftat und im Zeitpunkt der Antragstellung Wohnsitz in Liechtenstein hatte." und subsidiär zu einer Opferhilfe des Staates, in welchem die Straftat begangen wurde.
Die Opferhilfestelle steht sowohl Frauen als auch Männern offen, die Gewalt erfahren haben. Für Männer, die eine Gewalttat erfahren haben, hat die Opferstelle ein separates Informationsblatt herausgegeben. Für Männer dient auch der Verein für Männerfragen als Anlaufstelle.

### Form der Opferhilfe
Opferhilfe wird von der Opferhilfestelle gemäß Art 2 OHG durch
- Beratung und unaufschiebbare Hilfe,
- längerfristige Hilfe der Opferhilfestelle,
- Kostenbeiträge für längerfristige Hilfe Dritter,
- Schadenersatz,
- Verfahrenshilfe,

erbracht.
In den ersten zehn Jahren – von 2008 bis 2018 – wurden rund 1000 Beratungen durchgeführt. Leiterin der Opferhilfestelle ist seit Anbeginn Barbara Banzer.